# Меджаї

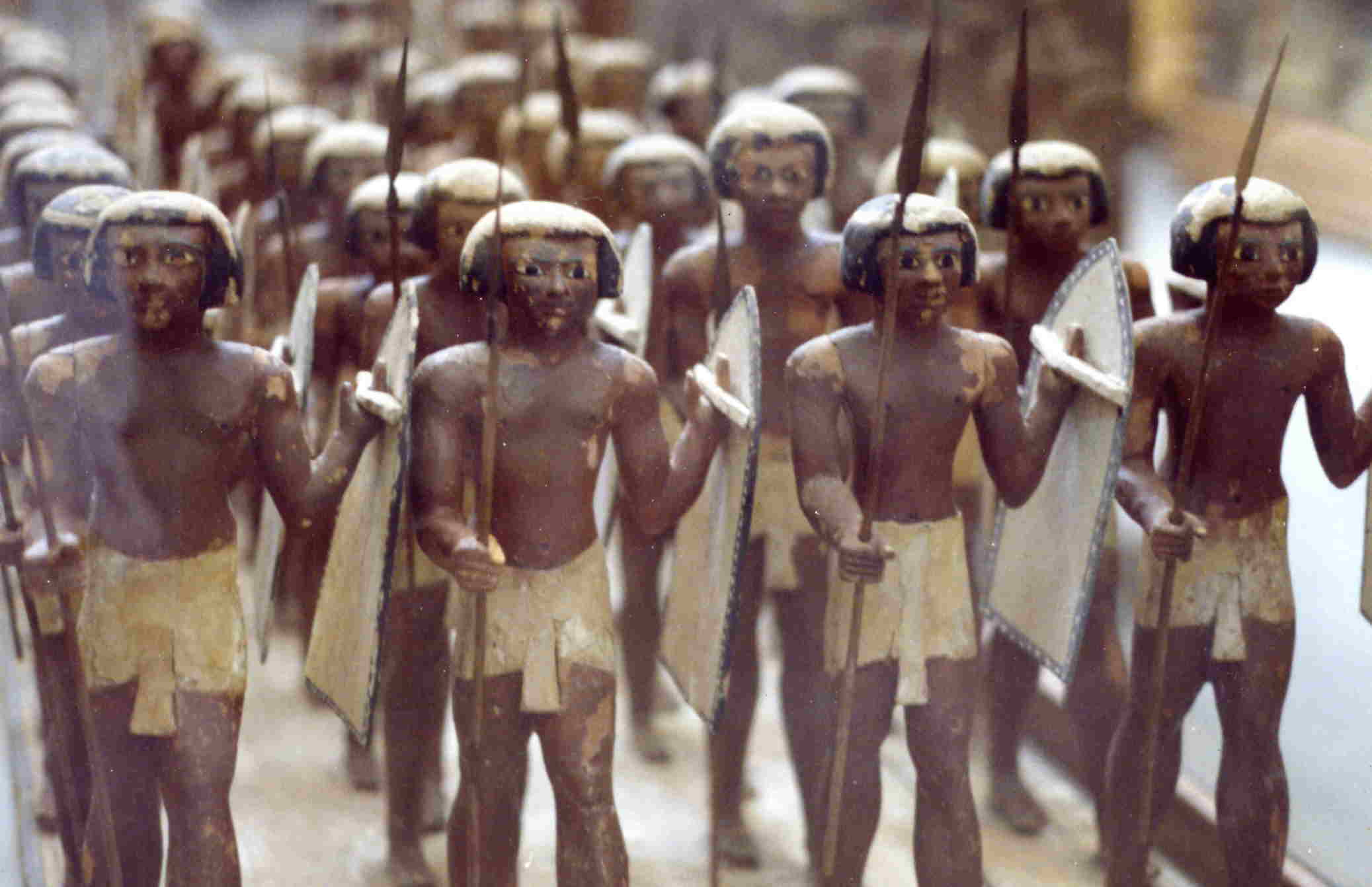
Дерев'яні фігурки нубійських солдатів з гробниці Месехті, XI династія. Каїрський музей.

Меджаї (єг. mđʔ) — елітна воєнізована поліція в Стародавньому Єгипті, що служила також розвідниками і прикордонниками на південних рубежах.

## Термін
| G17 · D36 | U28 | G1 | M17 | M17 | G43 | T14 | A1 · Z2 |

| G17 · D36 | U28 | G1 | M17 | M17 | G43 | T14 | A1 · Z2 |

Єгипетський термін mđʔ, звідки походить назва «меджаї», спочатку позначав регіон на півночі Судану і півдні Єгипту, населений одним із стародавніх кочових племен нубійців. Вони служили єгиптянам як найманці-поліцейські. Пізніше термін почав позначати їх війська в цілому.
В Середньому царстві стародавні єгиптяни високо оцінили бойову майстерність меджаїв, стали використовувати їх в піхоті і розвідці на південних кордонах.
У період XVIII династії меджаї служили міською поліцією з окремою ієрархією, незалежною від інших органів влади. Після XX династії (1189—1077 до н. е.) меджаї не згадуються.

## Походження і обов'язки
Перша згадка про меджаїв в письмових джерелах сягає Стародавнього царства, коли їх перераховували серед інших нубійських народів в автобіографії Уна, які служили воєначальником при Пепі I . Тоді терміном «меджаї» називали людей з землі Меджа, району розташованого на схід від другого порогу Нілу в Нубії. З указу Пепі I, де серед службовців згаданий намісник в Меджі Іртджете і Сатжу, слідує, що Меджа перебувала під контролем Єгипту.
У Середньому царстві меджаями почали позначати плем'я, а не територію (хоча згадки землі Меджа залишилося). У письмовому джерелі «Депеша Семне» сказано про меджаїв — кочових мешканців пустелі. Цей кочовий народ працював у всіх областях зайнятості давньоєгипетського суспільства, обслуговуючими палаців, прислужниками храмів, торговцями та ін. Меджаї охороняли єгипетський кордон в Нубії поряд з солдатами, як Ахуті, або вступали в їхні ряди (стела Реса і Птахвера). У Другому проміжному періоді вони входили до складу армії Камоса, який виступив проти загарбників гіксосів, і зіграли важливу роль в зміцненні військової потужності єгипетської держави.

## Поліція

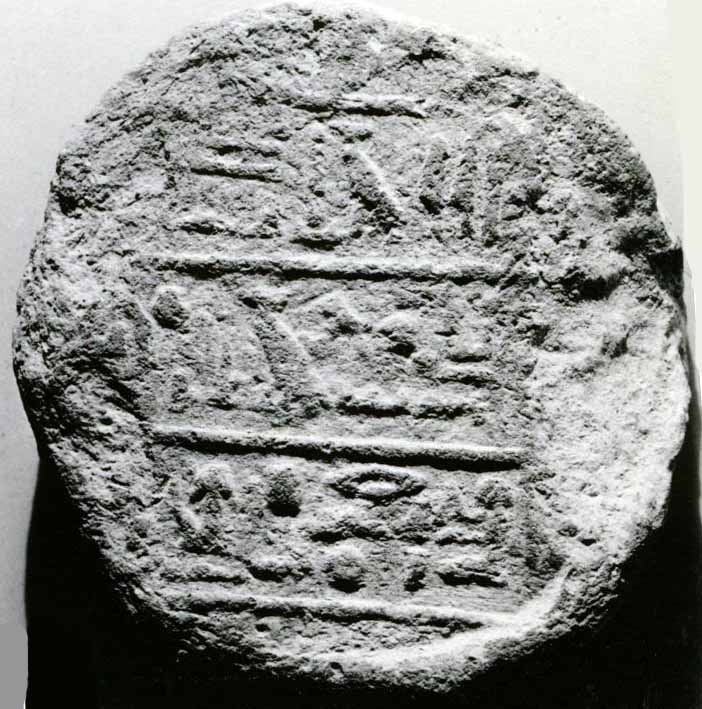
Похоронний конус капітана меджаїв, якого звали Пенра. XVIII династія, приб. 1550—1295 роки до н. е.

В часи XVIII династії Нового царства меджаї виконували поліційні функції. Термін недовго прив'язувався до етнічної групи, ставши синонімом поліції в цілому. Елітний загін меджаїв часто вставав на захист територій, особливо районів, які представляли особливий інтерес для фараона: столиці, королівські поховання і кордони Єгипту. Відомі більше як охоронці палаців і фіванських гробниць меджаї активно використовувалися у Верхньому і Нижньому Єгипті. У кожному регіональному підрозділі були капітани.
Спочатку загін складався з етнічних меджаїв, ведучи походження від давніх племінних груп. Згодом ряди поповнилися єгиптянами, що випливає з записаних єгипетських імен капітанів. Причина таких змін не зрозуміла, можливо, елітарність військ меджаїв спонукала єгиптян вступати в їх ряди

## Розформування
Після XX династії меджаї не згадуються в єгипетських документах. Залишається загадкою, чи були меджаї розформовані або змінилося їхнє позначення. Існує припущення, що група людей під назвою медед, які воювали проти кушитів у V і IV століттях до н. е., можливо, була пов'язана з меджаямі.

## У масовій культурі
У фільмі 1932 року «Мумія» меджаї згадуються як охоронці фараона Сеті I. У такій же якості вони названі в рімейку 1999 року «Мумія».
У відео грі «Assassin's Creed Origins» 2017 року головний герой Байек є «останнім меджаем» у I столітті до н. е..